# Anglican Church in America
Die Anglican Church in America ist eine von der amerikanischen Episkopalkirche abgespaltene, traditionstreue Kirche in den USA. Die Kirche entstand 1991 durch den Zusammenschluss der American Episcopal Church und Teilen der Anglican-Catholic Church, und ihr erstes Oberhaupt wurde Louis Falk.
Mitglieder und Gemeinden der heutigen Anglican Church in America trennten sich 1977 von der Episcopal Church in the USA, nachdem diese 1976 Frauen zum Priesteramt zuließ und einen Revisionsprozess für das Book of Common Prayer (ein liturgisches Buch) einleitete, der Ergebnis der liturgischen Reformbewegung sein sollte und in das Book of Common Prayer von 1979 mündete. Sie benutzt noch das Book of Common Prayer der Episcopal Church in the USA von 1928 und lehnt sowohl die Weihe des homosexuellen Gene Robinson zum Bischof als auch die Mitarbeit in verschiedenen ökumenischen Gremien ab. Sie beruft sich auf das, was sie als traditionelle Linie der Anglikanischen Kirche bezeichnet, obwohl sie sich nicht in voller Kommunion mit der Church of England befindet – etwas, das von vielen anderen als wesentliches Merkmal einer anglikanischen Kirche betrachtet wird. Sie bildet einen Teil der Traditional Anglican Communion.

## Struktur
Die Anglican Church in America ist in 6 Diözesen unterteilt:
- Die Diözese Eastern US – Alabama, Delaware, der District of Columbia, von Florida, von Georgia, von Kentucky, von Maryland, von Mississippi, von New Jersey, von North Carolina, von Ohio, von Pennsylvania, von South Carolina, von Tennessee, von Virginia und von West Virginia.
- Die Diözese Missouri Valley – Illinois, Indiana, Iowa, Kansas, Michigan, Minnesota, Missouri, Nebraska, North Dakota, South Dakota und Wisconsin.
- Die Diözese des Südwestens – Arkansas, Colorado, Louisiana, New Mexico, Oklahoma und Texas.
- Die Diözese des Westens – Alaska, Arizona, Kalifornien, Hawaii, Idaho, Montana, Nevada, Oregon, Utah, Washington und Wyoming.
- Die Diözese Northeast – Connecticut, Maine, Massachusetts, New Hampshire, New York, Rhode Island und Vermont.
- Die Diözese Central America – einschließlich aller Länder Lateinamerikas

Die weitläufigen Diözesen sind durch eine sehr niedrige Dichte der Gemeinden geprägt. So hat die Diözese Eastern US jeweils nur eine Gemeinde in den Bundesstaaten Alabama, Georgia, Kentucky, Maryland, New Jersey oder Pennsylvania, gar keine in Delaware, Mississippi, Ohio, South Carolina, Tennessee, Virginia, West Virginia oder im Hauptstadtsbezirk (District of Columbia), fünf in Florida, zwei in North Carolina, für insgesamt 13 Gemeinden in einem Raum mit 104 Millionen Bewohnern und einer Größe, die in etwa Frankreich, Deutschland und Spanien zusammen entspricht.  Zum Vergleich hat die Episcopal Church im gleichen Gebiet 36 Diözesen, von denen alle mindestens 13 Gemeinden, viele aber mehrere hundert Gemeinden haben.